# Nombre (linguistique)
Pour les articles homonymes, voir Nombre (homonymie).
 (août 2012).
Sa qualité peut être largement améliorée en utilisant un vocabulaire plus directement compréhensible.
Cette page contient des caractères spéciaux ou non latins. S’ils s’affichent mal (▯, ?, etc.), consultez la page d’aide Unicode.
En grammaire et linguistique, un nombre est une catégorie grammaticale indicatrice d'une quantité. Dans la plupart des langues, le singulier et le pluriel sont les deux seules catégories utilisées, mais certaines langues offrent d'autres catégories comme le singulatif, le duel, le triel, le quatriel, le paucal, le collectif, ou le partitif. Les catégories se traduisent en traits grammaticaux (conjugaison, etc.)
sur certains mots (noms, adjectifs, pronoms, verbes).
Dans le système nominal et pronominal, le nombre représente, de manière plus ou moins précise, la quantité d’unités du lemme (une unité : chat, plusieurs unités : chats). Dans le système verbal, il n’est souvent que la représentation du nombre d’un nom ou d’un pronom liés à ce verbe (jouant le plus souvent le rôle de sujet). On dit dans ce cas que le verbe est accordé en nombre avec cet autre mot, qui n’est pas forcément présent dans l’énoncé mais peut être sous-entendu (en latin : amat « (il) aime » ~ amant « (ils) aiment » : le pronom sujet n’est pas exprimé mais le verbe sous-entend, respectivement, « un seul sujet à la 3e personne » ~ « plusieurs sujets à la 3e personne »).

## Types de nombres
Le nombre doit être distingué de l’utilisation des numéraux qui, eux, indiquent une quantité mathématique précise. En effet, dans la plupart des langues, le nombre ne dénote qu’une quantité vague. Si dans la plupart des langues indo-européennes modernes, le nombre se limite à une opposition binaire vague (singulier : une unité, pluriel : plusieurs unités), il existe d’autres cas de figure faisant intervenir un découpage plus précis :
- le singulier, qui représente exactement une unité du lemme ;
- le singulatif, qui représente une unité tirée d’un ensemble normalement composé de plusieurs unités (en breton, où gwezenn, « arbre », est le singulatif de gwez, « arbres », en arabe[Par exemple ?]). Le singulatif se remarque parce qu’il est marqué (comme par un morphème), au contraire de la forme plurielle ;
- le duel, qui représente exactement deux unités (en breton, où daoulagad, « yeux », est le duel de lagad, « œil », lituanien[Par exemple ?], slovène (Ex : fant « enfant », qui donne fanta à la forme duel), sorabe[Par exemple ?], grec ancien (λύω / lúō, « je délie », qui donne λύετον / lúeton à la forme duel), sanskrit[Par exemple ?], hébreu[Par exemple ?], arabe[Par exemple ?], langue des signes française et langue des signes de Belgique francophone). Ce nombre ne signale pas nécessairement une proximité affective (« nous deux ») mais plutôt les objets qui vont naturellement par deux comme les parties du corps ;
- le triel, qui représente exactement trois unités (c’est le cas dans certaines langues australiennes et austronésiennes tel le mwotlap[Par exemple ?]) ;
- le quatriel (ou quadriel sur l'anglais quadral), qui représente exactement quatre unités (ce cas a été évoqué concernant le sursurunga, en Nouvelle-Irlande[1]) ;
- le paucal ou pauciel, pluriel restreint, qui représente un petit nombre d’unités. C'est notamment le cas en warlpiri[Par exemple ?], en hopi[Par exemple ?], en arabe[Par exemple ?], en breton (gwezennoù), en bas saxon ou encore en russe (два/три/четыре шагa, « deux/trois/quatre pas », шaга étant le génitif singulier de шaг : « de pas ») et d'autres langues slaves pour les nombres dont l'unité est inférieure à 5, appliqués aux rares noms n'ayant pas fusionné avec le génitif singulier ;
- le pluriel, qui représente plusieurs (plus d'une, deux, trois ou quatre, en fonction de l’existence d’un duel, triel ou quadriel) unités ;
- le collectif, qui représente plusieurs unités considérées comme un ensemble (en breton, où gwez, « arbres » est le collectif sur la base duquel est formé le singulatif gwezenn, « arbre », par exemple, en francoprovençal[Par exemple ?], en grec ancien[Par exemple ?], exceptionnellement en anglais[Par exemple ?]) ;
- le partitif, qui représente une partie d’un tout indénombrable, ce dernier étant représenté souvent par un trait collectif, si on le considère en entier (présent en anglais ou en français, et marqué par « de la ... », « du... » ou par une locution adverbiale comme « un peu de... », « beaucoup de... » mais assimilé au singulier pour les règles d’accords). Les langues à déclinaison le notent généralement par le génitif.

Aucune langue n’utilise tous ces nombres. Chacune se sert cependant d’un système d’oppositions :
- singulier ~ pluriel (français, anglais, turc) ;
- singulier ~ duel ~ pluriel (grec ancien, sanskrit, slovène, arabe classique et littéraire) ;
- singulier ~ duel ~ paucal ~ pluriel (hopi), etc.

Le breton est réputé pour avoir « un des systèmes de nombre le plus compliqué qui existe » et pour ses nombres composés, un même mot portant alors plusieurs nombres.
De rares langues, dont le pirahã, ne connaissent pas de nombre grammatical.
D’autres cas, comme l’augmentatif (exprimant la grande taille ou la forte intensité du lemme) ou l’intensif (exprimant l'intensification du lemme) sont rendus par un pluriel dans certaines langues (en hébreu par exemple).

## Noms massifs, comptables, collectifs
On effectue traditionnellement une différence entre les noms comptables ou dénombrables (qu'on peut faire précéder sans difficulté d'un numéral, de quelques, etc.) comme crayon, chat, geste, instant, et les noms massifs, ou massiques, de masse, non comptables, indénombrables, qu'il paraît malaisé de pluraliser pour des raisons sémantiques plutôt que morphologiques : vin, argile, courage, désordre. Ces derniers ne s'utilisent en effet au pluriel qu'au prix d'un glissement de sens (métonymie) : des vins signifie des sortes de vins, des désordres peut vouloir dire des occurrences de désordre (le terme massif n'impliquant pas obligatoirement qu'il s'agit de choses concrètes),.
La différence entre noms massifs et comptables n'est pas traitée de la même façon dans différentes langues. Ainsi, pour des pommes de terre, le russe dit de la pomme de terre (картошка), qui étant considérée en quelque sorte comme une matière plutôt que comme une accumulation d'objets discrets de même nature. De même, si en italien et en français, spaghetti(s) est un pluriel, en anglais spaghetti est un nom de masse.
Les noms de masse ne doivent pas être confondus avec les noms collectifs, comme une équipe, une meute, une horde, une foule, une peupleraie. Un nom collectif désigne « une réunion d'entités, par ailleurs isolables, conçue comme une entité spécifique ». Il constitue lui-même un nom comptable (deux équipes, quelques meutes etc.)

## Différentes sortes de pluriel
Certaines langues possèdent plusieurs pluriels. Le krou par exemple (langue parlée au Liberia et en Côte d'Ivoire) a un singulier et deux pluriels :
- un des pluriels indique un ensemble quelconque de deux ou plusieurs objets, comme un groupe quelconque d'hommes, n'importe quel assortiment de livres ;
- l'autre pluriel indique un groupe d'objets reliés entre eux d'une certaine manière, comme un groupe d'hommes d'une même tribu, un certain nombre de volumes d'une collection.

D'autres langues marquent une distinction entre singulier et non-singulier, le non-singulier pouvant avoir une valeur associative :
- en belhare (langue tibéto-birmane), ama-chi signifie non « plusieurs mères » mais plutôt « ma mère et ses proches » (sœurs, amis, etc., selon le cas) ;
- en hongrois, le suffixe -ék, distinct du suffixe pluriel normal -k, a un sens voisin (Jánosék = Jean et ses associés, Jánosok = plusieurs « Jean »).

La première personne du non-singulier indique souvent le nous exclusif (le locuteur et son groupe, interlocuteur exclus). Ce nombre associatif est généralement réservé aux noms propres, aux termes de parenté, titres et occupations, mais certaines langues eurasiennes utilisent des mots échos (echo words), avec mutation initiale, pour évoquer une chose et « tout ce qui va avec » : raksi-saksi en népalais = une boisson alcoolisée + les amuse-gueule, etc. ; en turc, çocuk-mocuk = les enfants et tout ce qui va avec eux, jouets, etc. Ces formations en écho s'étendent même à d'autres parties du discours (par ex. en hindi : nahā-vahā = se baigner + se sécher, se rhabiller, etc.) Dans ce cas, le sens peut être davantage celui de la non-spécificité que de l'association.

## Expression du nombre

### Langues flexionnelles
Le nombre dans les langues flexionnelles est indiqué par la morphologie. Selon que le lemme est un nom, un pronom ou un verbe, l’expression du nombre prendra des formes très variables (telle langue ne fait varier que les pronoms, telle autre les noms, les pronoms et les verbes, etc.). Par exemple, en se limitant au système nominal, le nombre peut être exprimé par :
Dans les exemples suivants, le morphème indiquant le nombre est souligné. Dans certaines langues, le singulier est aussi bien marqué que les autres nombres.
- affixation
  - suffixes :
    - turc adam ~ adamlar « homme(s) », köpek ~ köpekler « chien(s) » (la voyelle du suffixe change en fonction de la dernière voyelle de mot ; c'est l'harmonie vocalique)
    - espéranto homo ~ homoj(« homme(s) »),
    - japonais (pour les pronoms) 私 watashi ~ 私たち watashitachi(« je » ~ « nous »), etc.,

  - désinences :
    - latin domini (génitif singulier) ~ dominorum (génitif pluriel) « du/des maître(s) »),
    - français chat ~ chats (en français -s est le plus fréquent, mais on trouve parfois -x (beau ~ beaux), le pluriel est le plus souvent seulement graphique, rien ne permettant, à l’oreille, de distinguer chat de chats. Il existe quelques irrégularités : cheval ~ chevaux),
    - anglais cat ~ cats (la désinence -s est la plus fréquente ; on trouve cependant quelques archaïsmes germanique avec "-en" comme désinence, par exemple: ox ~ oxen, child ~ children),
    - castillan mujer ~ mujeres « femme(s) », (-es pour les mots terminant par une consonne, mais seulement -s pour ceux terminant par une voyelle casa ~ casas) ;
    - slovène jezik « (une) langue » ~ jezika « (deux) langues » ~ jeziki « (trois ou plus) langues »

  - préfixes :
    - kikongo dinkongo ~ mankongo « banane(s) » (on pourrait multiplier les exemples avec toutes les langues bantoues, qui font usage de préfixes de classe variant en nombre) ;

  - simulfixes :
    - arabe كِتَاب kitāb ~ كُتُب kutub « livre(s) » (on parle de pluriel interne, ou « pluriel brisé »),
    - peul rawaandu ~ dawaaɗi « chien(s) » (système d’alternance consonantique à l’initiale et changement de suffixe de classe),
    - albanais murg [muɾg] ~ murgj « moine(s) » [muɾɟ] (palatalisation de la consonne finale),
    - gaélique d’Écosse mac [maχk] ~ mic [miçkʲ] « fils » (par opposition à « fille(s) »),
    - anglais : man ~ men « homme(s) » (métaphonie),
    - allemand : Vater ~ Väter « père(s) » (métaphonie) ;

  - suprafixes :
    - sanskrit aśvas (nominatif singulier) ~ aśvās (nominatif pluriel) « cheval / chevaux »,
    - latin spiritŭs (nominatif singulier) ~ spiritūs (nominatif pluriel) « esprit(s) »,

  - redoublement :
    - indonésien et malais (le)laki ~ laki-laki « un homme / les hommes »
    - somali buug ~ buug-ag « livre(s) » (redoublement de la finale),
    - nahuatl coyôtl ~ côcoyoh « coyot(e) » (on note aussi un changement de suffixe),
    - japonais 人 hito ~ 人人 hito-bito « (une) personne / chaque personne » (le sens est distributif et non réellement pluriel). Le procédé se rencontre aussi dans les langues chinoises comme le mandarin, etc. ;
    - écriture cunéiforme : le pluriel peut se rendre par le redoublement d'un logogramme.
- supplétion (changement complet de mot ; intervient, dans les langues indo-européennes, surtout pour les pronoms personnels de première et deuxième personnes)
  - français je ~ nous,
  - latin ego ~ nos (nominatif) « je / nous »,
  - grec ancien σύ / sú (nominatif singulier) ~ ὑμεῖς / humeĩs (nominatif pluriel) « tu / vous »,
  - langues slaves : biélorusse čałaviek ~ ludzi, polonais człowiek ~ ludzie, haut-sorabe čłowjek - ludźo, slovène človek ~ ljudje, croate čovjek - ljudi « un homme / des gens ».
    - En russe, le terme utilisé peut varier selon que l'unité du nombre est ou non supérieure à quatre:
Один год / два, три, четыре года / пять, шесть… лет / двадцать один год / двадцать пять лет
(un an / deux, trois, quatre ans / cinq, six... ans / vingt-et-un ans / vingt-cinq ans)

On remarque que dans certaines langues, le changement de nombre n’est pas indiqué par un seul procédé : Buch ~ Bücher de l’allemand utilise à la fois la métaphonie (simulfixe) et la suffixation désinentielle.
Même dans les langues flexionnelles, le nombre n’est pas toujours marqué (surtout le singulier, qui constitue souvent le lemme du dictionnaire), en particulier quand il serait redondant avec le contexte : en turc, par exemple, « chats » se dira kediler mais « deux chats » iki kedi, le nom n’ayant plus besoin d’être marqué, le numéral suffisant.
Enfin, pour les mots composés, aucune ou plusieurs de ses parties peuvent porter la flexion du nombre. Cela dépend essentiellement de celles de chaque composant, par exemple les préfixes issus de verbes et prépositions n'en portent généralement pas, contrairement à ceux issus des natures noms et adjectifs.
- français : 
  - 0 : Les quatre-vingt-seize, des porte-monnaie ;
  - 1 : Des années-lumière, des contre-braquages, des ramasse-miettes, des porte-clefs, les grand-rues ;
  - 2 : Les grands-rues, des hauts-fonds, des grands-mères.

### Langues isolantes
Dans les langues isolantes, le nombre n’est pas indiqué morphologiquement. Seul le contexte ou la syntaxe permettent de savoir si l’on a affaire à un singulier ou un pluriel (par exemple). L’utilisation de quantifiants permet aussi les oppositions de nombre. En mandarin, dans la phrase 我買書 | 我买书 wǒ mǎi shū, mot à mot « je | acheter | livre(s) », 書 renvoie au lemme de « livre » sans indication du nombre. On pourrait traduire par « j’achète un livre » ou « j’achète des livres ».
En réalité, il est plus correct de spécifier la quantité : 我買一本書 | 我买一本书 wǒ mǎi yì běn shū mot à mot « je | achète | un | spécificatif des livres | livre », soit « j’achète un livre », ou bien 兩本書 | 两本书 liǎng běn shū « deux livres », ou encore 些書 | 些书 xiē shū « plusieurs livres », etc. 我買書 | 我买书 wǒ mǎi shū se comprendrait en fait plus comme « j’achète des livres » que comme « j’achète un livre » car la singularité a davantage besoin d’être marquée que la pluralité.
Le pandunia est également une langue auxiliaire internationale isolante : jen signifie à la fois « une personne » et « des personnes ». Il est cependant possible de préciser un pluriel en répétant le substantif : jen jen, « l'ensemble des personnes ».

### Pronoms personnels
Les pronoms personnels marquent tout de même l’opposition de nombre dans la plupart des langues. En mandarin, par exemple, alors que la notion de nombre est absente du système morphologique, qui n’est pas développé puisque la langue est isolante, les pronoms possèdent bien ce trait grammatical. On adjoint le suffixe -們 | -们 -men aux pronoms 我 wǒ « je », 你 nǐ « tu » et 他 tā « il » pour obtenir 我們 | 我们 wǒmen « nous », 你們 | 你们 nǐmen « vous » et 他們 | 他们 tāmen « ils ». En effet, distinguer précisément je et nous, il et ils, par exemple, est nécessaire à la communication fondamentale.
On retrouve à nouveau un système similaire en pandunia : mi « je » donne mimen « nous », tu « tu/vous » donne tumen « vous », et da « il/elle » donne damen « ils/elles ».

## Variabilité de l’accord en nombre
Dans les langues flexionnelles, outre les noms, les pronoms et les verbes, d’autres classes lexicales sont concernées par le nombre : ce sont essentiellement les déterminants et les adjectifs. Généralement, ils s’accordent en nombre avec les termes qu’ils actualisent. De plus, le verbe pourra s’accorder en nombre avec son sujet, lequel peut être aussi un nom ou un pronom.
Cependant, selon les langues, ces accords sont plus ou moins importants car le nombre de termes susceptibles de varier en nombre diffère d’une langue à l’autre.
Par exemple, le castillan est très redondant puisque si l’on part d’un sujet pluriel comme gatos « chats » qu'on actualise par l’article et un adjectif qualificatif, on obtient par exemple los pequeños gatos « les petits chats ». Ce syntagme devenant sujet, le verbe suit le nombre voulu : los pequeños gatos bailan « les petits chats dansent ». Chacun des termes porte une indication du nombre de gatos. Le même syntagme au singulier sera simplement el pequeño gato baila.
Le français s’avère moins redondant puisque la marque du pluriel est souvent purement graphique et ne s’entend pas : dans les petits chats dansent, seul l’article indique phonétiquement le pluriel. En effet, le petit chat danse et les petits chats dansent ne s’opposent qu’en cet endroit : [lə pəti ʃa dɑ̃s] ~ [le pəti ʃa dɑ̃s]. La liaison peut faire apparaître d’autres indices normalement masqués : les enfants [lez‿ɑ̃fɑ̃].
Enfin, en anglais, seul le nom, dans un tel syntagme, prend les marques du nombre. L’opposition singulier-pluriel n’est marquée par le verbe qu'à la troisième personne du présent : the small cat dances ~ the small cats dance. Aux autres personnes et aux autres temps, la terminaison est la même quel que soit le nombre : I dance « je danse », we dance « nous dansons », the small cat(s) danced « le(s) petit(s) chat(s) a/ont dansé »... Certains verbes, cependant, possèdent davantage de formes : « être » se dit am / is aux première et troisième personnes mais are au pluriel et à la deuxième personnel du singulier. Comme ce verbe sert d’auxiliaire, l’opposition de nombre peut apparaître plus clairement aux temps composés : the small cat is dancing ~ the small cats are dancing. D’autres déterminants, cependant, sont variables en nombre, comme les démonstratifs : this ~ these « ce... -ci » / « ces... -ci », that ~ those « ce... -là » / « ces... -là ».
D’autres faits sont notables : 
- le français possède un article indéfini au singulier et au pluriel : un / une ~ des. La forme plurielle sert cependant aux deux genres ;
- le castillan possède le singulier et le pluriel pour les deux genres : un / una ~ unos / unas. Il faut noter que l’emploi de ces pluriels n’est pas identique à celui du français ;
- l’anglais n’a pas d’article indéfini pluriel et ne distingue pas l’article défini singulier de son pluriel : a / the ~ Ø / the.

Un autre exemple qu'on retrouve dans la plupart de langues est la présence de multiples noms et / ou adjectifs singuliers mettant un verbe et / ou un adjectif au pluriel. On retrouve là une sorte de factorisation. Par exemple on écrira soit « seules la première et la dixième lettre sont majuscules », soit « seules les première et dixième lettres sont majuscules », pour dire « la première lettre est une majuscule, la dixième lettre est une majuscule, les autres lettres ne sont pas des majuscules ». Ce système de notation est tout simplement équivalent à ce qu'est le développement en mathématiques (ici développement de l'opération soit sur les noms et le verbe qui suivent).

## Collectif et singulatif
Le collectif n’est pas forcément recensé parmi les nombres d’une langue. Il peut, en effet, ne se manifester que dans des cas restreints et être impossible pour certains mots variables de cette langue. Le singulatif fonctionne de manière similaire.

### Collectif

#### En grec ancien
Par exemple, on trouve un collectif en grec ancien. Il n’existe qu’au genre neutre, dont le pluriel, quel que soit le modèle de déclinaison, se caractérise par une désinence -ᾰ (-a bref). Les neutres pluriels appellent un verbe au singulier : τὰ ζῷα τρέχει / tà zỗia trékhei et non *τὰ ζῷα τρέχουσιν / tà zỗia trékhousin (c’est du moins ce qu’enseigne la grammaire scolaire ; dans les faits, le pluriel se rencontre même chez les auteurs classiques : cf. Syntaxe grecque de M. Bizos). En effet, cette phrase se traduirait plus justement par « l’ensemble des animaux court », « tout animal court », « l’animalité court » que « les animaux courent »[réf. nécessaire].

#### En anglais
À l’inverse, l'anglais a certains termes qui sont intrinsèquement collectifs mais se présentent comme des singuliers et demandent, dans la langue soutenue, un verbe au pluriel : c’est le cas pour police, government ou encore team. On dira donc the police are arriving (« les personnes appartenant à la police arrivent ») au lieu de the police is arriving pour « la police arrive », ou encore the orchestra are playing (litt. « l'orchestre jouent »). Un pluriel comme the governments signifiera non plus « l’ensemble des membres d’un gouvernement » mais « les gouvernements (de plusieurs pays, de plusieurs types) », la valeur collective disparaissant.
Les indénombrables, cependant, sont morphologiquement des singuliers et exigent bien un verbe au singulier, au contraire des termes précédents, et ILS ne peuvent donc pas prendre l’article indéfini : luggage « bagages » ou news « nouvelles ». Par exemple : my luggage is very heavy et non *... are very heavy, « mes bagages sont très lourds ». On retrouve là une structure proche de celle du grec puisqu’il faut comprendre « l’ensemble des bagages », d’où le verbe au singulier.
Pour ne désigner qu’une partie de ces collectifs, il faut utiliser une structure s’apparentant à un singulatif, un singulier issu d’un pluriel : a piece of news « une nouvelle » mais non *a news (et encore moins *a new). The news ou the luggage restent corrects puisque the sert aux deux nombres.

#### En allemand et en néerlandais
En allemand et en néerlandais, le préfixe ge- forme des substantifs à sens collectif :
- das Gebirge (all.), het gebergte (néerl.) = les montagnes (der Berg, de berg = la montagne) ;
- das Geflügel, het gevogelte = les oiseaux (der Flügel = l'aile ; de vogel = l'oiseau) ;
- die Gebrüder, de gebroeders = les frères (der Bruder, de broe(de)r = le frère) ;
- die Geschwister (all.) = les frères et sœurs (die Schwester = la sœur), mais de gezusters (néerl.) = les sœurs (de zus(ter) = la sœur).

#### En français
Certains termes français sont toujours au singulier mais de sens collectif. C’est le cas pour (le) personnel, (le) matériel, (l’)herbe, etc. Pour désigner une unité de ces collectifs, on utilise une structure singulative : comme « un membre du personnel », « un élément du matériel », « un brin d’herbe » ; périphrases qui peuvent être mises au pluriel : « plusieurs membres du personnel sont partis ».
On relève cependant dans la langue administrative l’usage du pluriel les personnels insistant sur les diverses catégories constituant les membres du personnel. Cet usage est entériné par les sites du gouvernement français (« Les personnels d’encadrement exercent leur fonction dans les établissements publics d’enseignement, à l’administration centrale de l’éducation nationale »). Enfin, en contexte militaire existe un correspondant comptable du substantif personnel au sens « individu ». Voir aussi les conditions d'emploi de les matériels, les herbes.
Il existe en français une hésitation sur l’accord du verbe lorsque le sujet est un nom collectif. Selon les ouvrages normatifs (donc hors des figures de styles comme la syllepse) :
- « si ce nom est employé sans complément du nom, le verbe se met au singulier.

Ex: La foule hurla.
- si ce nom est suivi d'un complément du nom au pluriel, le verbe se met au singulier si on met l'accent sur l'ensemble, au pluriel lorsqu'on met l'accent sur le complément. »

Ex: Une multitude de criquets se répand (ou se répandent) sur les champs.
- « lorsque le nom collectif est précédé d'un article défini, d'un adjectif possessif ou d'un adjectif démonstratif, le verbe se met obligatoirement au singulier. »

Ex: La multitude de criquets se répand(-) sur les champs.

### Singulatif
Le singulatif se retrouve dans d’autres langues : on peut le définir comme une forme au singulier marquée tandis que le pluriel (ou duel, etc.) ne l’est pas. Il concerne généralement des ensembles, des objets que l’on rencontre plus souvent de manière collective qu’individuelle.

#### Cas du breton
Le breton (mais aussi d’autres langues celtiques[précision nécessaire]) est célèbre pour ce trait original. Le singulatif breton est formé par le suffixe -enn. Il concerne les animaux, les plantes, les matériaux, etc.
La forme non marquée pour « arbre » est gwez, au pluriel-collectif, mais le singulatif est gwezenn (« un seul arbre »). Ce dernier connait aussi un pluriel régulier (en -où) gwezennoù qui désigne plusieurs arbres pris individuellement.
Le singulatif concerne des noms collectifs (stered « étoiles » donne steredenn « étoile ») mais aussi les noms massiques (dour « eau » donne dourenn une eau donc « liquide ») ou des adjectifs (l’adjectif glaz « vert » donc glazenn une chose verte donc « pelouse »). Exceptionnellement, on trouve des singulatifs sur des bases plurielles : bran un corbeau, brini des corbeaux donne brinienn (le sens varie, selon le dictionnaire Favereau il désigne les corvidés mais dans certains lieux il remplace le singulier classique).
Il existe aussi des classificateurs en breton (généralement penn ou pezh), par exemple de kaol « chou » on forme un singulatif classique kaolenn mais aussi penn-kaol (littéralement « une tête de chou » « un pied de chou »).

### Le cas des paires
Les objets allant par paires constituent des cas particuliers. Certaines langues disposent d'un genre duel pour les traiter ; à défaut et selon la langue concernée, la même paire sera traitée tantôt comme un ensemble unique en deux parties, tantôt comme deux objets. Exemples:
- français : un pantalon ; anglais : (a pair of) trousers
- français : des chaussures ; néerlandais : een paar schoenen
- français : des lunettes, une paire de lunettes ; allemand : eine Brille
- français : des ciseaux ; danois: en saks.

Une langue donnée ne traitera pas forcément toutes les paires de la même façon. Il peut aussi y avoir des variations de l'usage au cours du temps ou selon le registre de langue. Ainsi, en français, l'expression « mes pantalons » pour désigner une seule pièce de vêtement est datée ou marquée géographiquement, même si on la rencontre encore parfois. On peut aussi entendre, dans la langue enfantine ou relâchée, l'expression « un ciseau » pour désigner « une paire de ciseaux ». Cependant, selon l'usage préconisé, « un ciseau » désigne un outil différent constitué d'une seule partie, de même que « une lunette », instrument utilisé avec un seul œil, se distingue de « une paire de lunettes ».
Le traitement linguistique des paires concerne particulièrement les parties du corps :
- en anglais, moustache peut signifier l'ensemble de la moustache ou chaque demi-moustache
- en hongrois, les parties du corps formant une paire (ainsi que les gants, les bottes, etc.) sont traitées comme un ensemble :
  - A szemem (singulier) gyenge « Mes yeux sont faibles »
- Si on veut parler d'un seul œil, par exemple, on emploiera le mot fél « moitié » :
  - fél szemmel « avec un œil », littéralement « avec la moitié des yeux ».
- le finnois fait de même avec des composés du mot puoli « moitié » :
  - silmäpuoli « borgne » et non pas « demi-œil ».

### Numéraux collectifs
Dans diverses langues, il existe des formes spéciales de numéraux pour exprimer un ensemble de n unités. Si en français, on connaît une dizaine, une douzaine, une vingtaine, etc., il est plus malaisé de traduire certains termes russes par exemple qui n’ont pas d’équivalent direct :
- двое = un ensemble de deux (au lieu de два / две = deux)
- трое = un ensemble de trois (au lieu de три = trois)
- четверо = un ensemble de quatre (au lieu de четыре = quatre), etc.

En effet, les termes français plus ou moins similaires (duo, paire, trio, quadrige, quarté, quatrain, etc.) sont habituellement réservés à des usages particuliers (musique, poésie, jeux, etc.). On dit par exemple couramment en russe, нас было трое, soit littéralement de nous il était un (trio / groupe de trois), au lieu de nous étions trois.
En russe, ces termes ne peuvent introduire que des substantifs masculins, ce qui n'est pas le cas de leurs équivalents dans d'autres langues, comme le koriak.
L'espéranto ajoute le suffixe -op au nom de nombre pour signifier un groupe composé de ce nombre de personnes :
- triopo = un trio, groupe de trois (substantif) ;
- ni promenis duope = nous nous sommes promenés à deux (adverbe).

En indo-européen, les ordinaux pouvaient dénoter l'appartenance à un ensemble sans indication de rang : * dekm-o- « appartenant à un groupe de dix », « l'un des dix ».

### Nombre des noms de nombres
En arménien classique, les numéraux s'accordent en nombre avec le nom, mais si un ne est au singulier, et deux, trois, quatre, cinq au pluriel, au-delà, le locuteur a le choix entre le singulier et le pluriel. Il peut dire par exemple six-SG cheval ou six-PL chevaux.

## Nombre inverse
Le kiowa et les langues de la famille kiowa-tanoan ont trois nombres (singulier, duel, pluriel) et présentent de plus un système particulier de marquage du nombre, dénommé nombre inverse (en anglais : inverse number, number toggling). Dans ce schéma, chaque nom comptable possède ce qu'on peut appeler un nombre inhérent, ou habituel et n'est pas marqué s'il est employé à ce nombre. Lorsqu'un nom apparaît à un nombre inverse (atypique), cela est marqué par une flexion.
Kiowa
suffixe -gɔ = nombre inverse
| classe des noms | singulier | duel | pluriel |
| --------------- | --------- | ---- | ------- |
| I               | —         | —    | -gɔ     |
| II              | -gɔ       | —    | —       |
| III             | -gɔ       | —    | -gɔ     |

| I.   | tsę̂į (singulier ou duel) | + | -gɔ | → | tsę̂įgɔ (pluriel)              | ’cheval’      |
| I.   | t!ą́y (singulier ou duel) | + | -gɔ | → | t!ą́ym (pluriel)               | ’œuf’         |
| II.  | thǫ́ų́se (duel ou pluriel) | + | -gɔ | → | thǫ́ų́segɔ (singulier)          | ’os’          |
| II.  | tháá (duel ou pluriel)   | + | -gɔ | → | thê (singulier)               | ’épouse’      |
| III. | k!ɔ́n (duel)              | + | -gɔ | → | k!ɔ̨́ɔ̨́dɔ (singulier ou pluriel) | ’tomate’      |
| III. | éí (duel)                | + | -gɔ | → | éíbɔ́ (singulier ou pluriel)   | ’pain, grain’ |

Jemez
suffixe -sh = nombre inverse
| classe des noms | singulier | duel | pluriel |
| --------------- | --------- | ---- | ------- |
| I               | -         | -sh  | -sh     |
| II              | -sh       | -sh  | -       |
| III             | -         | -sh  | -       |

## Expression du nombre d'occurrences
Certaines langues possèdent des adverbes indiquant le nombre d'occurrences de l'action. Ainsi en anglais : once (une fois), twice (deux fois), thrice (littéraire ou ancien : trois fois). En allemand, on trouvera einmal, zweimal, dreimal (et vielmals / manchmal, « de nombreuses fois »), etc.
Dans certains cas, le verbe peut exprimer par lui-même un nombre d'occurrences comme en français : bisser, trisser.

« Non, ai-je dit deux fois. Faut-il donc que je trisse ? »

— Edmond Rostand, Cyrano de Bergerac, premier acte, scène IV.
Dans de nombreuses langues, la forme verbale peut marquer une distinction de type aspectuel, souvent en sus de l'accord singulier / non singulier. Ainsi le tchétchène distingue le semelfactif (action unique) de l'itératif (action multiple). Exemples :
| Nombre          | Semelfactif                                           | Itératif                                                      |
| --------------- | ----------------------------------------------------- | ------------------------------------------------------------- |
| Objet singulier | loallu (une personne conduit une chose 1 fois)        | loellu (une personne conduit une chose plusieurs fois)        |
| Objet pluriel   | loaxku (une personne conduit plusieurs choses 1 fois) | loexku (une personne conduit plusieurs choses plusieurs fois) |